# Kidonia (província)

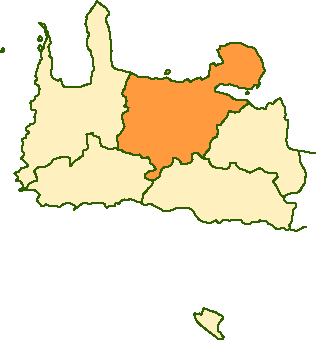
La província de Kidonia a la prefectura de Khanià

Kidonia (grec Κυδωνίας [kiðo'nias] o [ciðo'nias]) és una de les províncies històriques de Grècia, una regió de l'illa de Creta. És a la costa nord-oest, dins de la prefectura de Khanià. Inclou la península d'Akrotiri, i els illots d'Àgii Theódori, Paleosuda i Suda. Arriba de la costa nord fins a la plana d'Omalos al peu de les Lefka Ori (Muntanyes Blanques).
La seva capital és Khanià.
La província té aquests municipis:
- Akrotiri
- Elevthérios Venizelos
- Keramià
- Khanià (Chania) (històricament en català, Canea)
- Mussuri (Mousouroi)
- Nea Kidonia (Nea Kydonia)
- Plataniàs
- Suda (Souda)
- Thérisso (Theriso)